# Persone di nome Alison
| Questa pagina contiene informazioni ricavate automaticamente dalle voci biografiche con l'ausilio del template Bio e di un bot. L'aggiornamento è periodico e automatico e ricostruisce completamente la pagina. Se manca una persona in questa lista, sei pregato di non aggiungerla, ma accertati piuttosto che la sua voce biografica contenga il template Bio e che i dati anagrafici siano correttamente compilati. Se il template Bio manca, inseriscilo tu stesso o, in alternativa, metti l'avviso {{tmp\|Bio}} che ne segnala la mancanza. Se i dati riportati sono sbagliati, correggi direttamente la voce biografica; le modifiche saranno visibili in questa lista entro pochi giorni. Per chiarimenti vedi il progetto antroponimi. La lista contiene solo le 73 persone che sono citate nell'enciclopedia e per le quali è stato implementato correttamente il template Bio. Pagina aggiornata al 16 ott 2024. |

Questa è una lista di persone presenti nell'enciclopedia che hanno il prenome Alison, suddivise per attività principale.

## Alpiniste(1)
- Alison Hargreaves, alpinista britannica (Derbyshire, n. 1962 - K2, † 1995)

## Archeologhe(1)
- Alison Gascoigne, archeologa e orientalista inglese

## Architetti(1)
- Alison e Peter Smithson, architetto inglese (Sheffield, n. 1928 - Londra, † 1993)

## Arciere(1)
- Alison Williamson, arciera britannica (Melton Mowbray, n. 1971)

## Artiste(1)
- Alison Lapper, artista inglese (Burton upon Trent, n. 1965)

## Atlete paralimpiche(1)
- Alison Quinn, ex atleta paralimpica australiana (Manly, n. 1977)

## Attiviste(1)
- Ali Hewson, attivista irlandese (Dublino, n. 1961)

## Attrici(23)
- Alison Armitage, attrice britannica (Londra, n. 1965)
- Alison Arngrim, attrice statunitense (New York, n. 1962)
- Alison Brie, attrice statunitense (Los Angeles, n. 1982)
- Alison Carroll, attrice, ex modella e ex ginnasta inglese (Croydon, n. 1985)
- Alison Doody, attrice e modella irlandese (Dublino, n. 1966)
- Alison Eastwood, attrice, regista e produttrice cinematografica statunitense (Carmel-by-the-Sea, n. 1972)
- Alison Elliott, attrice statunitense (San Francisco, n. 1970)
- Alison Fiske, attrice britannica (Bedfordshire, n. 1943 - † 2020)
- Alison Folland, attrice statunitense (Boston, n. 1978)
- Alison Julia Forest, attrice, scenografa e produttrice cinematografica italiana (Bologna, n. 1987)
- Alison Fraser, attrice e cantante statunitense (Natick, n. 1955)
- Alison King, attrice britannica (Leicester, n. 1973)
- Alison La Placa, attrice statunitense (Newark, n. 1959)
- Ali Larter, attrice e modella statunitense (Cherry Hill, n. 1976)
- Ali Liebert, attrice e produttrice cinematografica canadese (Surrey, n. 1981)
- Alison Lohman, attrice statunitense (Palm Springs, n. 1979)
- Alison Oliver, attrice irlandese (Ballintemple, n. 1997)
- Alison Pill, attrice canadese (Toronto, n. 1985)
- Alison Seebohm, attrice britannica (Luton, n. 1939 - Taunton, † 2015)
- Alison Skipworth, attrice britannica (Londra, n. 1863 - New York, † 1952)
- Alison Steadman, attrice inglese (Liverpool, n. 1946)
- Alison Sweeney, attrice televisiva statunitense (Los Angeles, n. 1976)
- Alison Wright, attrice inglese (Sunderland, n. 1976)

## Cabarettiste(1)
- Alison Jiear, cabarettista, cantante e attrice teatrale australiana (n. 1965)

## Calciatori(3)
- Alison Henrique Mira, calciatore brasiliano (Santa Cruz do Rio Pardo, n. 1995)
- Alison Lopes Ferreira, calciatore brasiliano (Itanhaém, n. 1993)
- Nicola Pérez, calciatore uruguaiano (Isidoro Noblía, n. 1990)

## Calciatrici(1)
- Alison Rigaglia, calciatrice italiana (Catania, n. 1998)

## Cantanti(4)
- Alison Goldfrapp, cantante e musicista britannica (Enfield, n. 1966)
- Alison Krauss, cantante e violinista statunitense (Decatur, n. 1971)
- Alison Limerick, cantante britannica (Stepney, n. 1959)
- Alison Mosshart, cantante e chitarrista statunitense (Vero Beach, n. 1978)

## Cantautrici(3)
- Ali Barter, cantautrice australiana (Melbourne, n. 1986)
- Betty Boo, cantautrice britannica (Londra, n. 1970)
- Alison Sudol, cantautrice e attrice statunitense (Seattle, n. 1984)

## Cestiste(3)
- Alison Bales, ex cestista statunitense (Indianapolis, n. 1985)
- Alison Lacey, ex cestista e allenatrice di pallacanestro australiana (Canberra, n. 1987)
- Alison Lang, ex cestista canadese (Saskatoon, n. 1961)

## Cicliste su strada(2)
- Alison Jackson, ciclista su strada canadese (Vermilion, n. 1988)
- Alison Sydor, ciclista su strada, ciclocrossista e mountain biker canadese (Edmonton, n. 1966)

## Fotografe(1)
- Alison Frantz, fotografa e storica dell'arte statunitense (n. 1903 - † 1995)

## Fumettiste(1)
- Alison Bechdel, fumettista e attivista statunitense (Lock Haven, n. 1960)

## Giocatori di beach volley(1)
- Alison Cerutti, giocatore di beach volley brasiliano (Vitória, n. 1985)

## Giudici di tennis(1)
- Alison Lang, giudice di tennis inglese (Warsash)

## Modelle(1)
- Ali Stephens, modella statunitense (Salt Lake City, n. 1991)

## Ostacolisti(1)
- Alison dos Santos, ostacolista brasiliano (São Joaquim da Barra, n. 2000)

## Pallanuotiste(1)
- Alison Gregorka, pallanuotista statunitense (Ann Arbor, n. 1985)

## Pallavoliste(2)
- Alison Bastianelli, pallavolista statunitense (Marysville, n. 1997)
- Alison Skayhan, ex pallavolista statunitense (Beaverton, n. 1992)

## Pistard(1)
- Alison Shanks, ex pistard e ex ciclista su strada neozelandese (Dunedin, n. 1982)

## Poetesse(1)
- Alison Cockburn, poetessa scozzese (Selkirkshire, n. 1712 - Edimburgo, † 1794)

## Psicologhe(1)
- Alison Gopnik, psicologa statunitense (n. 1955)

## Sciatrici alpine(2)
- Alison Leighton, ex sciatrice alpina canadese (n. 1987)
- Alison Powers, ex sciatrice alpina e ciclista su strada statunitense (Fraser, n. 1979)

## Scrittrici(3)
- Alison Lurie, scrittrice statunitense (Chicago, n. 1926 - Ithaca, † 2020)
- Alison Moore, scrittrice britannica (Manchester, n. 1971)
- Alison Weir, scrittrice inglese (Londra, n. 1951)

## Storiche(1)
- Alison Des Forges, storica e attivista statunitense (Schenectady, n. 1942 - Clarence Center, † 2009)

## Suonatrici di banjo(1)
- Alison Brown, suonatrice di banjo, chitarrista e cantautrice statunitense (Hartford, n. 1962)

## Tenniste(5)
- Alison Bai, tennista australiana (Canberra, n. 1990)
- Alison Burton, tennista australiana (Melbourne, n. 1921 - Hobart, † 2014)
- Alison Riske-Amritraj, tennista statunitense (Pittsburgh, n. 1990)
- Alison Scott, ex tennista australiana (n. 1968)
- Alison Van Uytvanck, ex tennista belga (Vilvoorde, n. 1994)

## Trombettiste(1)
- Alison Balsom, trombettista britannica (Royston, n. 1978)

## Senza attività specificata(1)
- Alison Dunlap, ex mountain biker e ciclista su strada statunitense (Denver, n. 1969)